# Theodore Isaac Rubin
Pour les articles homonymes, voir Rubin.
Theodore Isaac Rubin (né le 11 avril 1923 à Brooklyn et mort le 16 février 2019 à Manhattan) est un psychiatre et écrivain américain, vivant à New York. Sa nouvelle Lisa and David a servi de base au scénario du film du réalisateur américain Frank Perry, David & Lisa.

## Biographie
Il est un chroniqueur de longue date du Ladies 'Home Journal (1972-?) Et l'auteur de plus de vingt-cinq œuvres de fiction et documentaires. En 1962, le réalisateur Frank Perry a réalisé le film acclamé David et Lisa à partir de l’histoire de Rubin "Lisa and David". Le film a été refait par l’artiste en 1998. Son livre Shrink. Le journal d’un psychiatre, a été écrit à l’époque de ses résidences dans différents hôpitaux psychiatriques de la côte ouest des États-Unis jusqu’à sa décision de s’installer à New York.
Pour un clinicien qui a pris de l'importance dans la psychanalyse à l'apogée de ce qu'on appelle la "psychologie du moi" (un mouvement souvent critiqué pour son équation de santé mentale et de conformité aux valeurs culturelles normatives américaines, illustrée par la pathologisation de l'homosexualité), Rubin est iconoclaste vis-à-vis de l'orthodoxie culturelle et psychanalytique. "Compassion et haine de soi: une alternative au désespoir" (1975), tout en épousant les notions psychanalytiques traditionnelles de répression et de défense, souligne la centralité de la haine de soi cachée dans la phénoménologie de la souffrance névrotique, recommandant consciemment la compassion invoquée, une auto-assistance approche qui ressemble plus au bouddhisme tibétain qu'à la psychanalyse. Cette dichotomie peut être vue de deux manières au moins: en tant qu’ouverture du modèle psychanalytique à la phénoménologie existentielle et spirituelle (voir "Pensées sans penseur" d’Epstein pour un exposé récent de l’idée que la psychanalyse et la pensée bouddhiste peuvent être synchronisées de manière productive. ), ou en tant qu’interrogatoire radical non reconnu sur des postulats psychanalytiques fondamentaux (voir "Killing Freud" de DuQuesne pour une analyse approfondie de cette tendance en écriture analytique). Il est décédé le 16 février 2019 à l'âge de 95 ans.